# Giro del Veneto 1947
Il Giro del Veneto 1947, ventesima edizione della corsa, si svolse il 31 agosto 1947 su un percorso di 280 km con partenza e arrivo a Padova. Valido come quarta delle cinque prove del campionato italiano 1947, fu vinto dall'italiano Fausto Coppi, che completò il percorso in 8h31'00" precedendo per distacco i connazionali Fiorenzo Magni e Angelo Menon; conclusero la prova 31 ciclisti.

## Percorso
Organizzata come di consueto dalla Società Ciclisti Padovani, la corsa prese il via da Padova e superò nell'ordine Cittadella, Bassano del Grappa, Primolano, Levico (km 110), Caldonazzo, Centa (880 m s.l.m.), Lavarone, il Passo Vezzena (1402 m s.l.m., km 143), Asiago, Caltrano, Thiene, Vicenza (km 218), Lapio e Teolo; l'arrivo fu al velodromo Giovanni Monti di Padova dopo 280 km di corsa.

## Ordine d'arrivo (Top 10)
| Pos. | Corridore          | Squadra        | Tempo    |
| ---- | ------------------ | -------------- | -------- |
| 1    | Fausto Coppi       | Bianchi        | 7h36'00" |
| 2    | Fiorenzo Magni     | Viscontea      | a 8'00"  |
| 3    | Angelo Menon       | Lygie          | s.t.     |
| 4    | Antonio Bevilacqua | Lygie          | s.t.     |
| 5    | Olimpio Bizzi      | Viscontea      | s.t.     |
| 6    | Giordano Cottur    | Wilier Triest. | s.t.     |
| 7    | Domenico De Zan    | Lygie          | s.t.     |
| 8    | Alfredo Martini    | Welter         | s.t.     |
| 9    | Salvatore Crippa   | Lygie          | s.t.     |
| 10   | Bruno Pasquini     | Legnano        | s.t.     |